# Kobylí
Kobylí (in tedesco Kobyly) è un comune della Repubblica Ceca facente parte del distretto di Břeclav, in Moravia Meridionale.